# Jerusalem Academy of Music and Dance

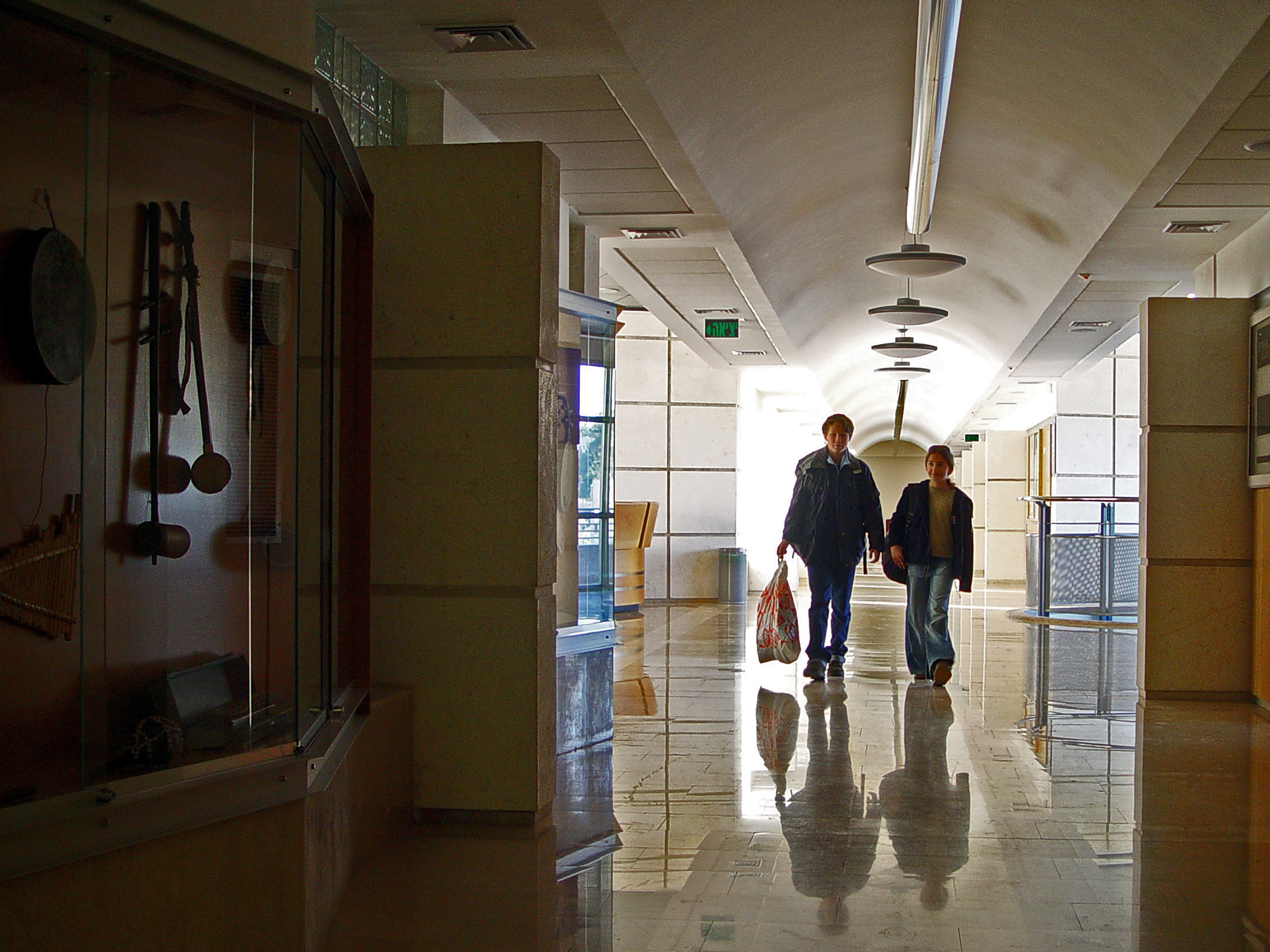
Jerusalem Academy of Music and Dance

De Jerusalem Academy of Music and Dance (Hebreeuws: האקדמיה למוסיקה ולמחול בירושלים) in Jeruzalem is opgericht in 1958, alhoewel de geschiedenis teruggaat tot 1920. De academie is gelegen aan de Givat Ram campus van de Hebreeuwse Universiteit van Jeruzalem. Aanvankelijk was de naam van deze academie Jerusalem Rubin Academy of Music and Dance. Het is een instituut dat internationale bekende kunstenaars en artiesten zoals dirigenten, solisten, componisten, instrumentaal-solisten, choreografen en danseressen en dansers opgeleid heeft.
Tot de faciliteiten van de academie behoort ook een bibliotheek met het Israëlisch Muziek Archief en collecties van Simeon Bellison (1881-1953), klarinet virtuoos, Bronislaw Huberman (1882-1947), violist, Joachim Stutsjevskij en Amnon Weinstein (muziek-instrumenten collectie).
De academie heeft ook een Oriëntalse afdeling, waar meer dan 60% van de studenten Arabische Israëli zijn en de rest Joodse Israëli.
De president van de academie is tegenwoordig (2007) Prof. Ilan Schul.

## Ere-doctoren van de academie
- Daniel Barenboim
- Menahem Pressler
- Mstislav Rostropovitsj
- Isaac Stern

## Bekende professoren
- Ari Ben-Shabtai
- Ludmila Feldman
- Tamir Hasson
- Michael Homizer
- Yitzhak Kosov
- Marina Levitt
- Agnes Massini
- Miriam Meltzer
- Naama Nazarathy
- Zvi Plesser
- Mendi Rodan
- Peninah Schwartz
- Chanan Shomrony
- Marie-Claire Sillon
- Irena Svetova
- Haim Taub
- Helene Waldmann
- Uzi Weisel
- Osnat Yechiely
- Yevgenii Zirlin
- Menachem Zur
- Hillel Zori

## Publicaties
- Michal Smoira-Cohen: Music in Time - Jerusalem Academy of Music and Dance, Jerusalem, Jerusalem Academy of Music and Dance, 2000